# ويليام ليتل
ويليام ليتل (بالإنجليزية: William Little)‏ هو سياسي أمريكي، ولد في 8 أغسطس 1809 ببيتسبرغ في الولايات المتحدة، وتوفي في 26 أغسطس 1887 في الولايات المتحدة. انتخب عمدة بيتسبرغ (يناير 1839 – يناير 1840).